# Mesoleius rugipleuris
Mesoleius rugipleuris är en stekelart som beskrevs av Heinrich 1952. Mesoleius rugipleuris ingår i släktet Mesoleius och familjen brokparasitsteklar. Inga underarter finns listade i Catalogue of Life.